# ホセ・ロハス (野球)
ホセ・ロハス（José Rojas, 1993年2月24日 - ）は、 アメリカ合衆国カリフォルニア州オレンジ郡アナハイム出身のプロ野球選手（内野手、外野手）。現在は、フリーエージェント（FA）。右投左打。

## 経歴

### プロ入りとエンゼルス時代
2016年のMLBドラフト36巡目（全体1086位）でロサンゼルス・エンゼルスから指名され、プロ入り。契約後、傘下のパイオニアリーグのルーキー級オレム・オウルズでプロデビュー。59試合に出場して打率.308、5本塁打、31打点、9盗塁を記録した。
2017年はA+級インランド・エンパイア・シックスティシクサーズとAA級モービル・ベイベアーズでプレーし、2球団合計で123試合に出場して打率.286、11本塁打、70打点、4盗塁を記録した。オフにはアリゾナ・フォールリーグに参加し、スコッツデール・スコーピオンズに所属した。
2018年はAA級モービルとAAA級ソルトレイク・ビーズでプレーし、2球団合計で103試合に出場して打率.289、17本塁打、71打点、10盗塁を記録した。
2019年はAAA級ソルトレイクでプレーし、126試合に出場して打率.293、31本塁打、107打点、4盗塁を記録した。
2020年は新型コロナウイルスの感染拡大の影響でマイナーリーグのシーズンが中止となり、公式戦への出場はなかった。
2021年3月にメジャー契約を結んでアクティブ・ロースター入りし、開幕をメジャーで迎えることとなった。4月2日のシカゴ・ホワイトソックス戦でメジャーデビュー。その後、成績不振により5月5日にAAA級ソルトレイクに降格したが、6月4日に再昇格した。6月14日に再びAAA級ソルトレイクに降格するも、シーズン終盤の9月15日に再々昇格を果たした。この年は打率.208、OPS.676を記録した。
2022年も開幕をメジャーで迎えた。5月23日にDFAとなり、30日にマイナー契約となった（5月6日に降格したAAA級ソルトレイクにそのまま所属）。8月2日、デビッド・マキノンのDFAに伴って再びアクティブ・ロースター入りした。9月1日に再度DFAとなった。

### ジャイアンツ傘下時代
2022年9月4日にウェイバー公示を経てサンフランシスコ・ジャイアンツに移籍したが、9月16日にDFAとなり、18日に自由契約となった。

### 斗山時代
2023年より韓国プロ野球の斗山ベアーズと契約したが、同年オフに、斗山がヘンリー・ラモスと契約、2024年の外国人選手枠が規定された上限の3名に達したため再契約できなかった。

### ヤンキース傘下時代
2024年よりニューヨーク・ヤンキースとマイナー契約を結んだ。しかし、結果を残せず同年7月14日に自由契約となった。

### パイレーツ傘下時代
2024年7月23日にピッツバーグ・パイレーツとマイナー契約を結び、2日後にAAA級インディアナポリス・インディアンスに配属されたが、ここでも結果を残すことができず、9月2日に自由契約となった。この年のオフには、第3回プレミア12のメキシコ代表に選出された。

## 詳細情報

### 年度別打撃成績
| 年 度    | 球 団    | 試 合 | 打 席 | 打 数 | 得 点 | 安 打 | 二 塁 打 | 三 塁 打 | 本 塁 打 | 塁 打 | 打 点 | 盗 塁 | 盗 塁 死 | 犠 打 | 犠 飛 | 四 球 | 敬 遠 | 死 球 | 三 振 | 併 殺 打 | 打 率 | 出 塁 率 | 長 打 率 | O P S |
| -------- | -------- | ----- | ----- | ----- | ----- | ----- | -------- | -------- | -------- | ----- | ----- | ----- | -------- | ----- | ----- | ----- | ----- | ----- | ----- | -------- | ----- | -------- | -------- | ----- |
| 2021     | LAA      | 61    | 184   | 168   | 26    | 35    | 14       | 0        | 6        | 67    | 15    | 2     | 1        | 0     | 0     | 15    | 0     | 1     | 50    | 2        | .208  | .277     | .399     | .676  |
| 2022     | LAA      | 22    | 57    | 56    | 1     | 7     | 2        | 0        | 0        | 9     | 1     | 0     | 0        | 0     | 0     | 0     | 0     | 1     | 19    | 1        | .125  | .140     | .161     | .301  |
| 2023     | 斗山     | 122   | 464   | 403   | 52    | 102   | 24       | 4        | 19       | 191   | 65    | 0     | 1        | 0     | 3     | 55    | 2     | 3     | 68    | 5        | .253  | .345     | .474     | .819  |
| MLB：2年 | MLB：2年 | 83    | 241   | 224   | 27    | 42    | 16       | 0        | 6        | 76    | 16    | 2     | 1        | 0     | 0     | 15    | 0     | 2     | 69    | 3        | .188  | .245     | .339     | .584  |
| KBO：1年 | KBO：1年 | 122   | 464   | 403   | 52    | 102   | 24       | 4        | 19       | 191   | 65    | 0     | 1        | 0     | 3     | 55    | 2     | 3     | 68    | 5        | .253  | .345     | .474     | .819  |

- 2024年度シーズン終了時

### 年度別守備成績
内野守備
| 年 度 | 球 団 | 一塁（1B） | 一塁（1B） | 一塁（1B） | 一塁（1B） | 一塁（1B） | 一塁（1B） | 二塁（2B） | 二塁（2B） | 二塁（2B） | 二塁（2B） | 二塁（2B） | 二塁（2B） | 三塁（3B） | 三塁（3B） | 三塁（3B） | 三塁（3B） | 三塁（3B） | 三塁（3B） |
| 年 度 | 球 団 | 試 合      | 刺 殺      | 補 殺      | 失 策      | 併 殺      | 守 備 率   | 試 合      | 刺 殺      | 補 殺      | 失 策      | 併 殺      | 守 備 率   | 試 合      | 刺 殺      | 補 殺      | 失 策      | 併 殺      | 守 備 率   |
| ----- | ----- | ---------- | ---------- | ---------- | ---------- | ---------- | ---------- | ---------- | ---------- | ---------- | ---------- | ---------- | ---------- | ---------- | ---------- | ---------- | ---------- | ---------- | ---------- |
| 2021  | LAA   | 2          | 5          | 0          | 1          | 0          | .833       | 14         | 20         | 19         | 1          | 8          | .975       | 12         | 6          | 31         | 1          | 2          | .974       |
| MLB   | MLB   | 2          | 5          | 0          | 1          | 0          | .833       | 14         | 20         | 19         | 1          | 8          | .975       | 12         | 6          | 31         | 1          | 2          | .974       |

外野守備
| 年 度 | 球 団 | 左翼（LF） | 左翼（LF） | 左翼（LF） | 左翼（LF） | 左翼（LF） | 左翼（LF） | 右翼（RF） | 右翼（RF） | 右翼（RF） | 右翼（RF） | 右翼（RF） | 右翼（RF） |
| 年 度 | 球 団 | 試 合      | 刺 殺      | 補 殺      | 失 策      | 併 殺      | 守 備 率   | 試 合      | 刺 殺      | 補 殺      | 失 策      | 併 殺      | 守 備 率   |
| ----- | ----- | ---------- | ---------- | ---------- | ---------- | ---------- | ---------- | ---------- | ---------- | ---------- | ---------- | ---------- | ---------- |
| 2021  | LAA   | 9          | 6          | 0          | 0          | 0          | 1.000      | 25         | 38         | 2          | 0          | 0          | 1.000      |
| MLB   | MLB   | 9          | 6          | 0          | 0          | 0          | 1.000      | 25         | 38         | 2          | 0          | 0          | 1.000      |

- 2021年度シーズン終了時

### 代表歴
2024 WBSCプレミア12 メキシコ代表

### 背番号
- 18（2021年 - 2022年）
- 11（2023年）